# Ковенантський рух
Ковенантори (англ. Covenanters) — прибічники «Національного ковенанту» 1638 року, маніфесту шотландського національного руху на захист пресвітеріанської церкви. Рух ковенанторів швидко набув загально шотландського характеру, а у політичному сенсі став носієм ідеї обмеження королівської влади. Ковенантори були правлячою партією в Шотландії у період 1639—1652 років та протистояли роялістам. Згодом радикальна частина ковенанторів співробітничала з режимом Олівера Кромвеля (1652—1660), а за часів Реставрації (1660—1688) ковенантори перебували в опозиції до уряду і жорстоко потерпали через переслідування.

## Виникнення ковенантського руху

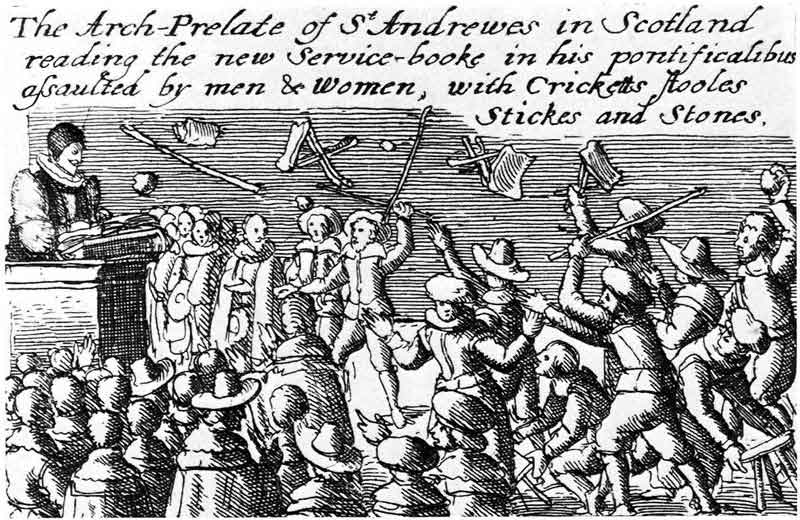
Повстання 1637 року в Единбурзі

В результаті політики короля Карла I із запровадження до пресвітеріанського богослужіння англіканських обрядів й посилення влади єпископів у 1637 році в Шотландії спалахнуло повстання. 23 лютого 1638 року лідери дворянської опозиції підписали Національний ковенант, що закликав до об'єднання шотландців для захисту релігії та прав народу. Ідеї Ковенанту виявились широко витребуваними в Шотландії. Всією країною представники різних шарів суспільства — аристократи, дворяни, священики й містяни — виступали на підтримку Ковенанту і зобов'язувались вжити всіх заходів для захисту пресвітеріанства. Практично вся Шотландія об'єдналась під прапорами Ковенанту. Тільки в Абердинширі, що перебував під сильним впливом консервативного рояліста маркіза Гантлі, ковенантори виявились у меншості.
У листопаді 1638 року у Глазго було скликано генеральну асамблею шотландської церкви. Завдяки тому, що відповідно до пресвітеріанських канонів делегатами від пресвітеріїв могли бути світські особи, чим активно скористались ковенантори, переважна більшість обраних депутатів виявились прибічниками Ковенанту. Асамблея ухвалила рішення про скасування запроваджених Карлом I обрядів, «П'яти пертських статей», високої комісії та ліквідації єпископату. Це означало розрив з королем і початок війни.
Завдяки згуртуванню шотландської нації та енергійних дій лідерів ковенанторів — Монтроза, Аргайла та Олександра Леслі — усі спроби Карла I придушити повстання в Шотландії силовим методом не мали успіху. У 1639 році король був змушений погодитись на скликання шотландського парламенту, який затвердив рішення генеральних асамблей про ліквідацію єпископату і скасування змін до богослужіння. Після розгрому королівських військ у битві під Ньюберном та окупації шотландською армією північноанглійських графств, ковенантори почали закріплювати свої досягнення. У 1640 році без санкції короля зібрався парламент, який фактично узурпував владу в країні. З парламенту було виключено представників духовенства, ліквідовано комітет статей, а Ковенант був оголошений обов'язковим до підписання для всіх громадян країни. Король Карл I за умов початку в Англії революції був змушений підтвердити рішення шотландського парламенту.

## Правління ковенанторів

### Розкол ковенантського руху

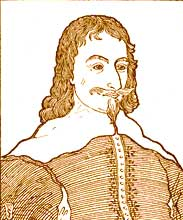
Арчібальд Кемпбелл, маркіз Аргайл

Після скасування єпископату й ліквідації загрози для пресвітеріанської церкви з боку короля, цілі, поставлені «Національним Ковенантом», були досягнуті. Однак значна частина ковенанторів прагнула до поглиблення конституційних реформ та подальшого обмеження королівської влади. Революція, що почалась в Англії, була зі схваленням сприйнята радикальною частиною пресвітеріан, натомість більш помірковані ковенантори не бажали руху Шотландії англійським шляхом.
Вже у 1639 році шотландський парламент постановив, що Ковенант обов'язковий до підписання для всіх громадян країни, що різко суперечило духу свободи, закладеному в цьому маніфесті. На парламенті 1639 року вперше чітко проявились протиріччя між двома напрямками ковенантськкого руху: Монтроз і Гамільтон, які наполягали на наданні королю права призначити своїх представників у Комітет Статей, зазнали поразки від радикалів на чолі з Аргайлом, які висунули ідею рівного представництва всіх станів у комітеті. Подальше обмеження прав короля відбулось 1640 року, коли, парламент, що зібрався без королівської санкції, ухвалив рішення про виключення зі свого складу духовенства та скасуванні Комітету Статей. Окрім того, за прикладом Англії, було затверджено «Трирічний акт», відповідно до якого парламент мав збиратись не рідше одного разу на три роки, причому король більше не міг його відтермінувати чи розпустити. Восени 1641 року Карл I підтвердив принцип відповідальності вищих посадових осіб країни перед парламентом. Таким чином, до 1641 року Шотландія перетворилась на парламентарну монархію.
Окрім конституційних питань розколу ковенанторів сприяло зростання антагонізму між його лідерами. граф Роутс, лорд Балмеріно, граф Монтроз та інші, хто стояв біля витоків ковенантського руху, поступово відійшли на другий план. Одним з лідерів ковенанторів став граф Аргайл, один з найбільших баронів Шотландії, який схилявся до ультра-протестантизму і завжди готовий використати рух з особистою метою. Так, користуючись повноваженнями комісара ковенанторів, Аргайл підкорив своїй владі гірські клани Лохабера й Баденоха і намагався отримати пост намісника усієї північної Шотландії. Опозиція Аргайлу складалась навколо Роутса і Монтроза, які все більше схилялись до примирення з королем і завершення революційних перетворень. Після смерті в серпні 1641 року Роутса вплив Аргайла різко посилився, на його бік перейшли Гамільтон і Ланарк.
Восени 1641 року відбувся візит Карла I в Шотландію. Будь-якого істотного посилення роялістської партії за час його перебування у Шотландії не відбулось, хоча король активно проводив перемовини з поміркованими ковенанторами й широко роздавав королівські милості (Лаудон був призначений канцлером, Аргайл — скарбничим, Леслі отримав титул графа Лівена, Джонстон — лорда Воррістона). Тим часом, громадянська війна, що розпочалась в Англії, між прибічниками короля й парламенту поставила перед Шотландією проблему вибору союзника. Первинно Гамільтону вдавалось стримувати шотландців від вступу до війни на боці парламенту, однак активна діяльність парламентських комісарів, які пропонували військову підтримку за здійснення в Англії пресвітеріанських перетворень, починала давати свої плоди. У 1642 році шотландський експедиційний корпус було відряджено до Ірландії для захисту протестантських колоністів від повсталих ірландських католиків. Навесні 1643 року Лаудон і Гендерсон на перемовинах з королем заявили про готовність Шотландії вступити до війни на боці англійського парламенту, якщо Карл I не забезпечить прийняття Англією пресвітеріанської релігії.
17 серпня 1643 року Гендерсон опублікував свої пропозиції щодо англо-шотландського союзу під назвою «Урочиста ліга і Ковенант». Цей документ передбачав реформування церков Англії та Ірландії у пресвітеріанському дусі й подальше об'єднання церковних організацій всіх трьох британських королівств, збереження прав і привілеїв парламентів і військовий союз Англії та Шотландії. 25 вересня 1643 року «Урочиста ліга і Ковенант» були затверджені англійським парламентом, а невдовзі створено «Комітет обох королівств» для координації пресвітеріанських реформ та військового співробітництва Англії та Шотландії. У Вестмінстері почала роботу асамблея богословів, яка розробила пресвітеріанський символ віри. У той самий час шотландська армія під командуванням графа Лівена вступила в Англію та з'єдналась із військами англійського парламенту. Ця інтервенція ознаменувала остаточний розкіл між поміркованими та радикальними ковенанторами й початок громадянської війни в Шотландії.

### Громадянська війна

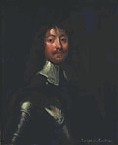
Джеймс Грем, маркіз Монтроз

Перехід частини поміркованих ковенанторів на чолі з маркізом Монтрозом на бік короля дозволив роялістам у 1644 році відновити воєнні дії проти парламенту Шотландії. Щоправда, повстання Гантлі в Абердинширі і вторгнення невеликої англо-шотландської армії Монтроза до південних регіонів країни навесні 1644 року провалились. Тим часом ковенантська армія графа Лівена в Англії наголову розгромила короля у битві під Марстон-Муром. На початку липня в Арднамурхані висадились близько 1600 солдат, набраних роялістами в Ірландії, під командуванням Аласдера «Макколли» Макдональда. Це військо складалось із шотландських горців, які емігрували до Ірландії під тиском клану Кемпбеллів, та ірландських католиків. У серпні 1644 року армія Макколли з'єдналась із загонами Монтроза й під керівництвом останнього здобула перемогу над військами ковенанторів у битві під Тіппермуром 1 вересня 1644 року. Невдовзі перед роялістами капітулював Перт і Абердин. Потім армія Монтроза вирушила в Аргайл, де почала розграбовувати землі Кемпбеллів. Наступ ковенанторів змусив роялістів відступити на північ, однак 2 лютого 1645 року, здійснивши безпрецедентний кидок через гори, Монтроз вщент розгромив армію парламенту у битві під Інверлохі.
Після перемоги під Інверлохі на бік роялістів перейшли клани Макензі й Гордон, причому останні надали у розпорядження Монтроза кавалерію, якої у того було замало. Це дозволило роялістам навесні-влітку 1645 року здійснити тріумфальний похід північно-східною Шотландією, здобувши серію перемог над супротивником, що чисельно переважав (битви під Олдерном та Алфордом). Нарешті, 15 серпня 1645 року Монтроз розгромив останню в Шотландії армію ковенанторів у битві під Кілсітом. Роялісти увійшли до Глазго й оголосили про скликання нового парламенту країни.
Однак Монтрозу не вдалось домогтись значної підтримки своїх дій у населення країни. Гордони, невдоволені витісненням їхнього лідера, маркіза Гантлі, на другий план, невдовзі залишили розташування армії. Потім відкололись і горці Макколли, для яких головною метою завжди лишалась міжусобна війна з Кемпбеллами, а не інтереси короля. У той самий час звірства горців в Абердині й Аргайлі відштовхнули від роялістів поміркованих ковенанторів. Коли у вересні 1645 року Монтроз рушив на південь, на з'єднання з військами Карла I, його армія не налічувала й 1 тисячі солдат. Цим скористались ковенантори. Відізваний з Англії Девід Леслі зміг зібрати крупну кавалерійську армію та, несподівано атакувавши роялістів під Філіпгоу 13 вересня 1645 року, вщент розгромив Монтроза. Ця перемога визначила підсумок громадянської війни: владу шотландського парламенту й ковенанторів було швидко відновлено усією територією країни, заворушення в Абердинширі придушено, Макколлу та його ірландців вигнано на початку 1646 року з Шотландії.
поразка Монтроза означала крах останньої надії для короля Карла I. У травні 1646 року він був змушений здатись у полон шотландській армії графа Лівена. У червні 1646 року парламентом Шотландії були відпрацьовані вимоги, які мав прийняти король, який капітулював: затвердження Урочистої ліги і Ковенанту та передача контролю над збройними силами обох британських королівств їхнім парламентам. Відмова короля від виконання цих вимог, а також пересторога лідерів ковенанторів, що перебування Карла I у Шотландії спричинить нове повстання роялістів, призвели до того, що 30 січня 1647 року короля передали до рук англійського парламенту. За це шотландська армія отримала від Англії 400 тисяч фунтів стерлінгів як подяку за допомогу у громадянській війні. Акт передачі короля англійцям серед сучасників та істориків роялістської спрямованості тривалий час вважався зрадою шотландців стосовно свого короля.

### Інгейджмент
Передача короля до рук англійців виявилась великою помилкою ковенанторів. Парламент Англії, в якому домінували пресвітеріани — союзники Шотландії, поступово здавав свої позиції, натомість англійська армія, що перебувала під контролем індепендентів на чолі з Олівером Кромвелем, почала претендувати на владу у країні. У червні 1647 року король був захоплений армійськими офіцерами, що послужило приводом до відкритого конфлікту між парламентом та армією. Похід Кромвеля на Лондон завершився підпорядкуванням парламенту армії, виключенням лідерів пресвітеріанської партії й переходу влади до індепендентів. Це означало крах сподівань ковенанторів на затвердження в Англії пресвітеріанства. Окрім того, стало очевидним, що республіканські тенденції в Англії почали брати гору і влада Карла I опинилась під загрозою.
В результаті частина ковенанторів вирішила піти на зближення з королем. 27 вересня 1647 року посланці парламенту Шотландії Лаудон, Ланарк і Лодердейл уклали з Карлом I угоду, що увійшла в історію під назвою «Інгейджмент». Король обіцяв забезпечити введення в Англії пресвітеріанства на пробний період у три роки, а Шотландія брала на себе зобов'язання надати підтримку у відновленні королівської влади в Англії. «Інгейджмент» відображав усвідомлення шотландською аристократією необхідності відмови від заохочення релігійного фанатизму та її прагнення обмежити вплив пресвітеріанського духовенства у країні. На підтримку угоди висловилась більшість членів парламенту, однак генеральна асамблея і радикальна частина лердів та містян виступили проти. Вперше за багато років шотландське суспільство виявилось розділеним практично навпіл на два ворожих табори.
Тим не менше «інгейджерам» вдалось набрати достатньо значну армію, яку очолив герцог Гамільтон, головний ідеолог угоди з королём. Але солдатам не вистачало досвіду, була відсутньою артилерія, відчувалась нестача в офіцерському складі (Лівен і Леслі відмовились від участі в експедиції). Сподіваючись на новий виступ роялістів в Англії, шотландська армія 8 липня 1648 року перетнула кордон, почавши, таким чином Другу громадянську війну в Англії. 19 серпня 1648 року у надскладній битві під Престоном шотландці були вщент розбиті військами Кромвеля. Втрати склали 2 000 чоловік вбитими та близько 9 000 чоловік полоненими. 25 серпня Гамільтон був схоплений англійцями, а на початку наступного року страчений у Лондоні.

#### Політичний спектр Шотландії середини XVII століття
| Роялісти                  | Роялісти                       | Ковенантори               | Ковенантори                                          | Ковенантори                          | Ковенантори                  |
| Консервативні роялісти    | Помірковані роялісти           | Помірковані ковенантори   | «Інгейджери»                                         | Резолюціоністи                       | Ремонстранти                 |
| ------------------------- | ------------------------------ | ------------------------- | ---------------------------------------------------- | ------------------------------------ | ---------------------------- |
| маркіз Гантлі граф Антрім | герцог Гамільтон граф Кроуфорд | маркіз Монтроз граф Роутс | граф Ланарк граф Лаудон граф Міддлтон граф Лодердейл | маркіз Аргайл граф Лівен Девід Леслі | маркіз Аргайл лорд Воррістон |

### Ультра-протестанти при владі
Поразка «інгейджерів», які представляли помірковане крило ковенантського руху, відкрила можливості для виступів екстремістів. У Кайлі та Каннінгемі, районах традиційно радикальних поглядів, спалахнуло повстання, інспіроване пресвітеріанськими проповідниками. Погано вдягнений та майже неозброєний натовп рушив на Единбург. Дворяни їх називали «вігамори» (скотокради), згодом це зневажливе прізвисько (віги) буде застосовуватись до Ліберальної партії Великої Британії. Наляканий розмахом руху «вігаморів» уряд втік, а «інгейджери», остерігаючись за своє життя та майно, погодився піти у відставку.
Новий уряд сформував лідер екстремістів маркіз Аргайл, до якого долучився канцлер Лаудон. З метою посилити свої позиції у розділеній на ворожі угрупування країні, радикали звернулись по допомогу до Олівера Кромвеля. 4 жовтня 1648 року війська Кромвеля вступили до столиці Шотландії. Після того як він пішов, у країні залишився англійський експедиційний корпус Джона Ламберта. 23 січня 1649 року, за угодою з Кромвелем, парламент Шотландії затвердив «Акт про класи», відповідно до якого заборонялось займати державні та військові посади таким категоріям:
- лідерам «інгейджерів» й учасником повстання Монтроза — прижиттєво;
- іншим «інгейджерам» та прибічникам короля — на 10 років;
- особам, які не виступили проти «Інгейджменту», — на 5 років;
- особам, засудженим за аморальну поведінку чи таким, що нехтують церковними службами, — на 1 рік.

Окрім того, кожне призначення мало тепер проходити через попереднє схвалення церкви. У Шотландії почались чистки адміністративних органів та парафіяльних зборів. Влада у країні перейшла до пресвітеріанського духовенства.
Страта Карла I в Англії 30 січня 1649 року спричинила шок у шотландському суспільстві, яке все ще залишалось переважно лояльним до монархічних ідей. Шотландія була готовою визнати новим королем старшого сина страченого монарха, Карла II, який перебував в еміграції в Голландії. Однак уряд ультра-протестантів, що, в принципі, не сперечався щодо збереження монархії, зажадав від Карла II як попередню умову затвердити всі завоювання революції й відмовитись від співробітництва з роялістами та «інгейджерами». Принц первинно відмовився від виконання цих вимог, сподіваючись на успіхи нових повстань роялістів. У березні 1650 року на Оркнейських островах висадився маркіз Монтроз. Він спробував підбурити заколот північних кланів на підтримку короля, але 27 квітня був розбитий у битві під Карбісдейлом, полонений та невдовзі страчений в Единбурзі. Це змусило Карла II піти на поступки. У голландському місті Бреда було підписано угоду про умови реставрації Карла II, і король відплив до Шотландії. 23 червня на борті судна Карл дав клятву вірності Ковенанту й Урочистій лізі.

### Завоювання Шотландії

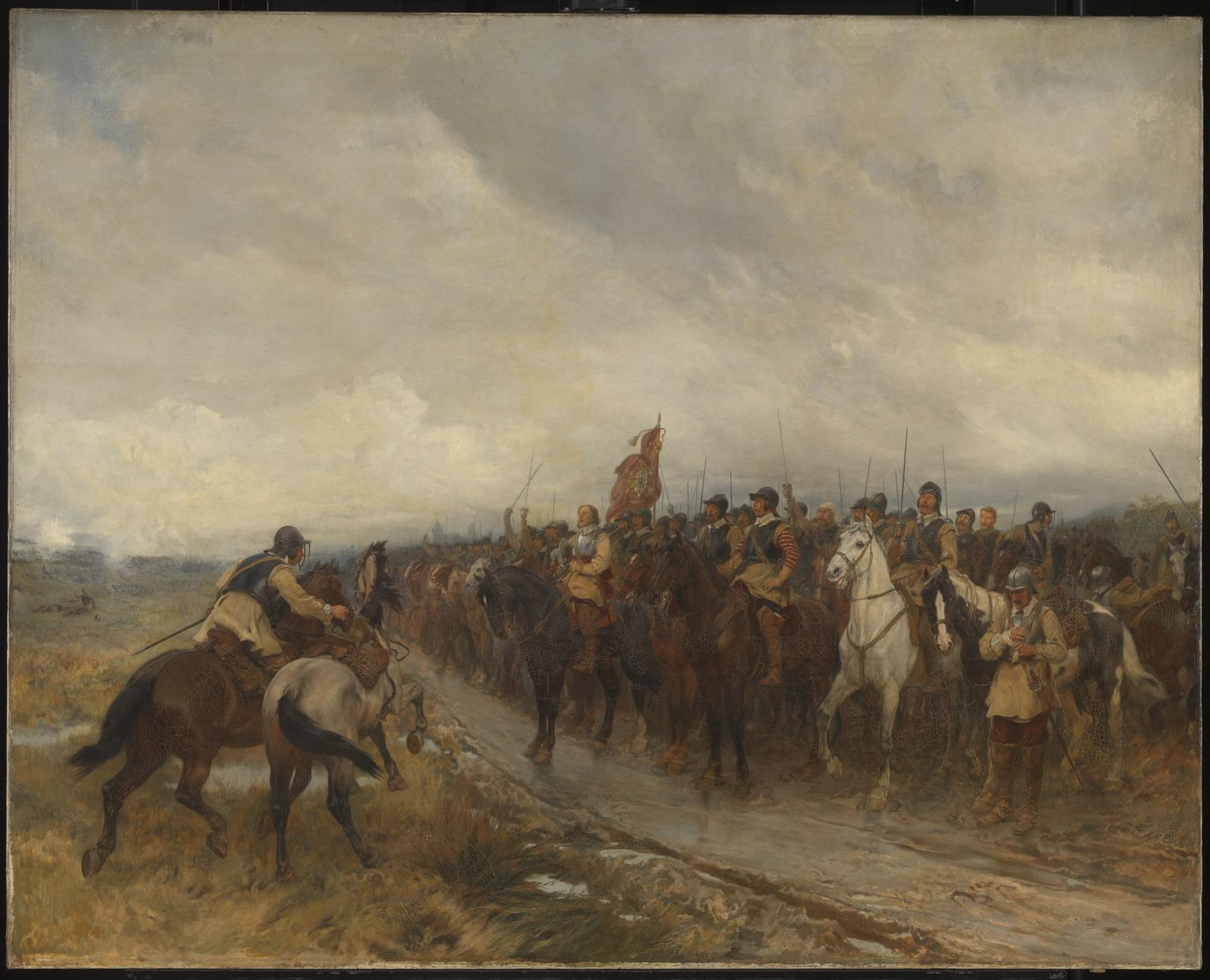
Битва під Данбаром

Прибуття Карла II до Шотландії не призвело до відставки уряду радикальних пресвітеріан. Король виявився фактично підпорядкованим екстремістам, які не бажали приймати допомогу ані від роялістів, ані від «інгейджерів». Тим часом на Шотландію вирушила англійська армія Олівера Кромвеля. Послаблені звільненням офіцерів-«інгейджерів», шотландські війська Девіда Леслі закріпились між Единбургом і Лейтом та успішно ухилялись від боїв. Наприкінці серпня 1650 року Кромвель був змушений відступити до Данбара, де був затиснутий армією Леслі між морем і пагорбами. Однак від катастрофи англійців врятувала тактична помилка шотландців, які спустились з висот й вирішили дати битву на рівнині. 3 вересня 1650 року у битві під Данбаром Кромвель наголову розгромив шотландську армію, узявши у полон близько 10 тисяч чоловік.
Поразка армії ковенанторів дещо посилила позиції короля. У Гайленді було сформовано роялістську армію на чолі з Джоном Міддлтоном. Аргайл, який усвідомив нестачу сил у радикалів для відбиття англійської загрози, вирішив піти на зближення з королем. Це спричинило обурення екстремістського крила, яке все ще домінувало у генеральній асамблеї. 17 жовтня у Дамфрісі було видано «ремонстранцію», в якій засуджувались спроби порушення «Акту про класи» та покладались надії на перемогу нової армії, що формувалась із пресвітеріан. Прибічники цієї позиції, крайнє крило радикалів, отримали назву «ремонстрантів». Їм протистояла більш реалістично налаштована фракція «резолюціоністів», яка складала більшість у парламенті й домінувала в уряді. В резолюції уряду 14 грудня було надано дозвіл приймати до армії «інгейджерів» та інших осіб, що не були кровними ворогами Ковенанту.
В результаті країна виявилась розколотою. На території Шотландії одночасно перебували чотири армії: військо резолюціоністів на чолі з Леслі, «священна армія» ремонстрантів, загони роялістів Міддлтона й англійський корпус Ламберта. У грудні 1650 року «священна армія» була розбита англійцями, що відкрило королю свободу дій. 1 січня 1651 року у Скуні Карл II був коронований королем Шотландії, причому корону на нього поклав маркіз Аргайл. У травні 1651 року генеральна асамблея анулювала «Акт про класи». Це дозволило сформувати єдину армію резолюціоністів, «інгейджерів» та роялістів. На чолі її постав сам король. Однак час було втрачено: у липні 1651 року англійці перетнули Форт, розбили шотландців поблизу Інверкітінга та невдовзі взяли Перт. Шотландська армія спробувала піти на південь в надії підбурити повстання роялістів в Англії. Проте 3 жовтня 1651 року у битві під Вустером шотландці були наголову розбиті, король потай втік у Голландію. Згодом здались Данді, Дамбартон і Дуннотар. До весни 1652 року Шотландія була завойована військами Кромвеля.